# Segredo
Segredo, secretismo ou sigilo referem-se a um modo de dizer que alguma coisa ou alguém é um segredo, está escondido, não é público; pode ser descoberto, mas não é recomendado. Forma de se manter algo em segredo, onde o item ou o contexto tem algo sigiloso. Segredo é uma informação valiosa, mas que se for tornada pública pode comprometer algo ou alguém, geralmente não podendo ser revelada a determinadas pessoas.
Também é a prática de ocultar informações de determinados indivíduos ou grupos que não têm a “necessidade de saber”, talvez ao mesmo tempo em que as compartilham com outros indivíduos. Aquilo que é mantido oculto é conhecido como segredo. O sigilo é frequentemente controverso, dependendo do conteúdo ou natureza do segredo, do grupo ou das pessoas que o mantêm e da motivação para o sigilo. O sigilo por parte das entidades governamentais é muitas vezes considerado exagerado, tendo em conta a necessidade de transparência e publicidade por parte dos atos públicos. 
O sigilo pode existir de várias maneiras diferentes: codificação ou criptografia (onde estratégias matemáticas e técnicas são usadas para ocultar mensagens), verdadeiro sigilo (onde restrições são impostas àqueles que recebem parte da mensagem, como por meio de classificação de segurança governamental ) e ofuscação, onde os segredos são escondidos à vista de todos por trás de uma linguagem idiossincrática complexa (linguagem técnica - jargão) ou esteganografia. 
Outra classificação proposta por Claude Shannon em 1948 diz que existem três sistemas de sigilo na comunicação: 
1. sistemas de ocultação, incluindo métodos como tinta invisível, ocultação de uma mensagem num texto inofensivo ou num criptograma falso, ou outros métodos em que a existência da mensagem é ocultada do inimigo.
2. sistemas de privacidade, por exemplo, inversão de voz, em que é necessário equipamento especial para recuperar a mensagem.
3. sistemas de sigilo "verdadeiros" onde o significado da mensagem é ocultado pela cifra, código, etc., embora sua existência não esteja oculta, e se presume que o inimigo tenha qualquer equipamento especial necessário para interceptar e registrar o sinal transmitido. [4]

## Sociologia
Os animais escondem dos predadores a localização da sua toca ou ninho. Os esquilos enterram nozes, escondendo-as, e tentam lembrar sua localização mais tarde. 
Os seres humanos têm uma tendência intrínseca em ocultar deliberadamente aspectos de si mesmos, influenciados por conceitos teóricos fundamentais da psicologia social. Isso se deve, em parte, à vergonha associada a certos traços ou comportamentos pessoais, bem como ao temor de possíveis retaliações, rejeição, assédio, perda de aceitação social ou até mesmo de emprego. Além disso, essa necessidade de ocultação pode ser exacerbada quando se trata de aspectos de sua personalidade que não conseguem integrar plenamente em sua consciência, conforme discutido na teoria do inconsciente de Sigmund Freud. 
Em nível mais amplo, as dinâmicas familiares também desempenham um papel significativo nesse fenômeno, muitas vezes exemplificado na preservação dos chamados "segredos de família". Esses segredos familiares, conforme sugerido por conceitos como o sistema familiar e a teoria do segredo, podem impelir os membros da família a manter silêncio sobre questões delicadas ou desconfortáveis relacionadas ao núcleo familiar, tanto em relação a indivíduos externos quanto mesmo entre os próprios membros. 
A manutenção desses "segredos de família" frequentemente envolve a criação de uma narrativa oficial, uma construção mutuamente acordada, que é compartilhada com pessoas de fora. Isso está alinhado com o conceito de "controle da informação" na psicologia social, onde a família busca manter uma imagem unificada e positiva perante os outros, ao mesmo tempo em que resguarda sua reputação e honra. A "vergonha" aqui mencionada pode ser examinada através da lente da teoria da autoestima, na qual a exposição de certos segredos pode ameaçar a autoestima individual e coletiva dos membros da família, incentivando, assim, a ocultação. Em suma, a ocultação consciente de aspectos pessoais e familiares é um fenômeno complexo e multifacetado, intrinsecamente ligado a conceitos psicológicos fundamentais, como vergonha, autoestima, inconsciente e controle da informação. Compreender esses princípios teóricos pode fornecer uma visão mais profunda das motivações por trás da tendência humana de manter segredos e ocultar aspectos de si mesmos. 
Às vezes, segredos são guardados para proporcionar o prazer da surpresa. Isso inclui manter segredo sobre uma festa surpresa, não contar spoilers de uma história e evitar a exposição de um truque de mágica. Manter a estratégia em segredo é importante em muitos aspectos da teoria dos jogos. Na antropologia, o compartilhamento secreto é uma forma de as pessoas estabelecerem relações tradicionais com outras pessoas.  

## Governos
Os governos, em sua busca por salvaguardar informações críticas de importância estratégica, frequentemente recorrem à prática do segredo de estado, que envolve a proteção de dados sensíveis relacionados a projetos militares, estratégias militares, negociações diplomáticas e informações de inteligência obtidas de fontes diversas. Esta prática se respalda em arcabouços legais específicos, como a Lei de Espionagem nos Estados Unidos, que proporcionam a base jurídica para a gestão e classificação de material governamental, levando à concepção de "informação classificada". A classificação é atribuída de acordo com o grau de sensibilidade e risco associado ao conteúdo, o que, por sua vez, delineia as medidas de proteção necessárias. 
Para acessar informações classificadas, um indivíduo deve obter uma autorização de segurança, um processo que envolve avaliação de antecedentes e conformidade com requisitos rigorosos estabelecidos pelas agências de segurança nacional. Além disso, medidas físicas de proteção, como armazenamento em cofres de alta segurança, são comuns para resguardar documentos e dados sensíveis. Embora a importância de manter em segredo informações relacionadas a projetos de armas nucleares seja amplamente aceita e justificável, o sigilo governamental não está isento de controvérsias. Críticos argumentam que, em muitos casos, o sigilo é empregado não apenas para a segurança nacional, mas também com fins políticos, o que pode minar a transparência e a accountability governamental. Em resposta a essas preocupações, muitos países têm promulgado leis para restringir o alcance do sigilo governamental e garantir que as informações classificadas sejam genuinamente cruciais para a segurança nacional. 
Além disso, observa-se um fenômeno de vazamento de informações governamentais, muitas vezes por funcionários públicos ou denunciantes. Estes atos podem ser interpretados como um meio de revelar informações que o governo deliberadamente tenta manter ocultas, em nome da transparência e da prestação de contas. Em resumo, a prática do sigilo governamental é uma medida amplamente adotada para proteger informações críticas, mas é frequentemente alvo de debates, com leis sendo promulgadas para limitar seu alcance e funcionários públicos que, ocasionalmente, rompem o sigilo em nome do interesse público e da accountability. É um domínio complexo, onde as considerações de segurança nacional são equilibradas com as demandas por transparência e responsabilidade. 

## Organizações
As organizações, desde multinacionais com fins lucrativos até instituições de caridade sem fins lucrativos, guardam segredos para obter vantagens competitivas, para cumprir requisitos legais ou, em alguns casos, para ocultar comportamentos questionáveis. Novos produtos em desenvolvimento, técnicas de fabricação exclusivas ou simplesmente listas de clientes são tipos de informações protegidas por leis de segredo comercial. 
A pesquisa sobre sigilo corporativo estudou os fatores que apoiam as organizações secretas. Em particular, os estudiosos da economia e da gestão têm prestado atenção à forma como as empresas que participam em cartéis trabalham em conjunto para manter o sigilo e ocultar as suas atividades das autoridades antitruste. A diversidade dos participantes (em termos de idade e dimensão das empresas) influencia a sua capacidade de coordenação para evitar serem detectados. 
O sistema de patentes (direitos de propriedade) incentiva os inventores a publicar informações em troca de um monopólio por tempo limitado sobre a sua utilização, embora os pedidos de patente sejam inicialmente secretos. As sociedades secretas usam o sigilo como forma de atrair membros, criando um senso de importância.  Por vezes, certas empresas podem ser utilizadas para lavar dinheiro proveniente de atividades criminosas, para financiar o terrorismo ou para fugir aos impostos. Os registos de beneficiários efetivos visam combater o sigilo empresarial nesse sentido. 
Há certos casos de leis exigem que as organizações mantenham certas informações em segredo, como registros médicos relatórios financeiros que estejam em preparação (para limitar o uso de informações privilegiadas. A Europa tem leis particularmente rígidas sobre privacidade de bancos de dados. 
Em muitos países, as reformas neoliberais do governo incluíram a expansão da externalização de tarefas e funções governamentais para empresas privadas, com o objetivo de melhorar a eficiência e eficácia na administração governamental. No entanto, entre as críticas a estas reformas está a alegação de que o uso generalizado de cláusulas de "confiança comercial " (ou sigilo) em contratos entre o governo e fornecedores privados limita ainda mais a responsabilidade pública dos governos e impede o escrutínio público adequado do desempenho e probidade das empresas privadas. Foram levantadas preocupações de que a “confiança comercial” esteja sujeita a abusos porque pode ser deliberadamente usada para ocultar má administração corporativa ou governamental e até mesmo corrupção. 

## Computação
A preservação de segredos é um dos objetivos da segurança da informação. As técnicas utilizadas incluem segurança física e criptografia . Este último depende do sigilo das chaves criptográficas . Muitos acreditam que a tecnologia de segurança pode ser mais eficaz se não for mantida em segredo.  A ocultação de informações é um princípio de design em grande parte da engenharia de software. É considerado mais fácil verificar a confiabilidade do software se for possível ter certeza de que diferentes partes do programa só podem acessar (e, portanto, depender de) uma quantidade conhecida e limitada de informações. 

## Militar
O segredo militar é a ocultação de informações sobre assuntos marciais que propositadamente não são disponibilizadas ao público em geral e, portanto, a qualquer inimigo, a fim de obter uma vantagem ou não revelar uma fraqueza, para evitar constrangimentos ou para ajudar nos esforços de propaganda. A maioria dos segredos militares são de natureza tática, como os pontos fortes e fracos dos sistemas de armas, táticas, métodos de treinamento, planos e o número e localização de armas específicas. Alguns segredos envolvem informações em áreas mais amplas, como comunicações seguras, criptografia, operações de inteligência e cooperação com terceiros. 

## Organizações esotéricas e sociedades secretas
O conceito de segredo no âmbito das sociedades esotéricas e secretas é intrinsecamente ligado à preservação e transmissão de conhecimentos, tradições e práticas que são considerados de natureza sagrada, mística ou profundamente espiritual. Essas sociedades têm seus próprios sistemas de crenças, rituais e ensinamentos que geralmente não são acessíveis ao público em geral. 
Um aspecto importante é a preservação de conhecimentos esotéricos. As sociedades esotéricas, por definição, lidam com conhecimentos que são considerados esotéricos, ou seja, conhecimentos secretos, ocultos ou reservados para iniciados. Isso pode incluir ensinamentos sobre espiritualidade, magia, ocultismo, simbolismo, filosofias herméticas e outros temas que não são facilmente acessíveis ou compreensíveis para aqueles que não passaram por um processo de iniciação ou estudo aprofundado. Outro aspecto é a iniciação e siilo, pois muitas sociedades esotéricas têm um sistema de iniciação, onde os membros passam por rituais e cerimônias específicas para ganhar acesso a conhecimentos mais profundos. O sigilo desempenha um papel fundamental nesse processo, uma vez que a revelação prematura de certos ensinamentos é frequentemente considerada prejudicial ou inadequada. A progressão dentro da hierarquia da sociedade muitas vezes envolve demonstrar compromisso, dedicação e lealdade ao manter esses segredos. 
A transmissão de conhecimentos esotéricos muitas vezes ocorre de maneira oral ou escrita. Alguns ensinamentos são passados de mestre para discípulo através de instruções diretas e discussões privadas. Outros são registrados em textos sagrados ou manuscritos secretos, que podem ser mantidos em bibliotecas ou arquivos restritos. A interpretação desses textos frequentemente requer conhecimento especializado e experiência.  O sigilo nas sociedades esotéricas e secretas também pode ser usado para proteger a integridade das práticas espirituais ou mágicas. A crença subjacente é que a exposição inadequada de certos rituais ou técnicas poderia prejudicar seu poder ou eficácia. Portanto, manter essas práticas em segredo é visto como uma medida de proteção.  Algumas dessas sociedades se organizam formalmente como sociedades secretas ou fraternais, com estruturas hierárquicas, rituais de iniciação e códigos de conduta específicos. 

## Percepções
O fenômeno do sigilo excessivo, muitas vezes associado à origem de conflitos interpessoais, pode ser analisado à luz de teorias psicológicas e de comunicação. A necessidade de ocultação frequente de informações conduz a um dilema moral que demanda considerações éticas e implicações psicológicas. A psicologia social, especialmente a teoria da comunicação interpessoal, ressalta que a manutenção de segredos pode requerer o emprego de estratégias comunicacionais complexas. Em situações onde o indivíduo se sente compelido a ocultar informações, a utilização da mentira é um recurso frequentemente adotado. No entanto, a mentira, de acordo com a teoria da mentira, é um ato que envolve o desvio da verdade, com potencial para desencadear consequências adversas, tais como o comprometimento da integridade psicológica, provocando sentimentos de culpa, ansiedade e estresse. Este enfoque psicológico ressalta a relevância da teoria do conflito cognitivo, onde a discrepância entre a ação mentirosa e o desejo de manter uma imagem positiva do self pode resultar em uma tensão psicológica significativa. 
Uma alternativa ao emprego da mentira, a saber, a recusa em responder, adota uma perspectiva comunicacional. A teoria da comunicação pragmática sugere que a omissão deliberada de informações pode, em si, constituir uma forma de comunicação, pois a ausência de resposta é interpretada como indicativa de que a informação é sensível e merece ser mantida em sigilo. No entanto, esse método apresenta desafios, uma vez que, de acordo com a teoria da comunicação, a resistência à resposta pode, por si só, ser interpretada como uma resposta implícita, deixando margem para especulações e mal-entendidos. Além disso, a teoria da comunicação interpessoal enfatiza que, frequentemente, o interlocutor pode persistir na busca de respostas, gerando conflitos adicionais. 
A complexidade do sigilo excessivo na comunicação humana é amplamente influenciada por teorias psicológicas relacionadas à moral, ética, comunicação e conflito cognitivo. A compreensão destas teorias fornece uma base sólida para a análise dos dilemas decorrentes da necessidade de manter segredos e das estratégias de comunicação que podem ser empregadas para alcançar esse objetivo. 

## Críticas
O excesso de secretismo e sigilo em organizações e no governo tem sido amplamente debatido e frequentemente é visto como uma ameaça à transparência, um princípio essencial em democracias. Essa falta de transparência pode ter impactos negativos significativos, que podem ser analisados com base em conceitos teóricos em diversas áreas, incluindo ciência política, psicologia social e ética.  
Um dos aspectos mais críticos do excesso de secretismo é a falta de accountability (responsabilização), que pode ser explicada através do conceito de responsabilidade política na teoria política. Em uma democracia saudável, os cidadãos têm o direito de saber o que o governo está fazendo em seu nome. Quando as ações do governo estão envoltas em sigilo, a prestação de contas é comprometida. Isso pode levar a um governo que age sem supervisão adequada, o que pode levar a abusos de poder, corrupção e violações dos direitos humanos.  O excesso de secretismo pode alimentar a desconfiança pública em relação ao governo e às organizações. A teoria da desconfiança social na psicologia social sugere que, quando as informações são retidas e o acesso à informação é restrito, as pessoas tendem a desconfiar das instituições. Isso mina a confiança e a cooperação entre o público e o governo ou organização, prejudicando a estabilidade social. 
A falta de transparência pode levar à má alocação de recursos públicos, um fenômeno descrito pela teoria da economia pública. Sem informações adequadas sobre como o dinheiro público está sendo gasto, os recursos podem ser direcionados ineficazmente, levando a resultados insatisfatórios para a sociedade. A falta de transparência também pode prejudicar a inovação e o progresso. A teoria da inovação destaca a importância do compartilhamento de informações para o desenvolvimento de novas ideias e tecnologias. Quando o conhecimento é mantido em segredo, o potencial para avanços e melhorias é limitado. 
A liberdade de imprensa é um dos pilares de uma sociedade democrática. O excesso de secretismo pode ameaçar a liberdade de imprensa, uma vez que dificulta o acesso dos jornalistas a informações cruciais para o escrutínio público. A teoria do papel da mídia na democracia destaca a importância da mídia independente na responsabilização do governo. 